# Congrès national de la République dominicaine
Pour les autres articles nationaux ou selon les autres juridictions, voir Congrès national.

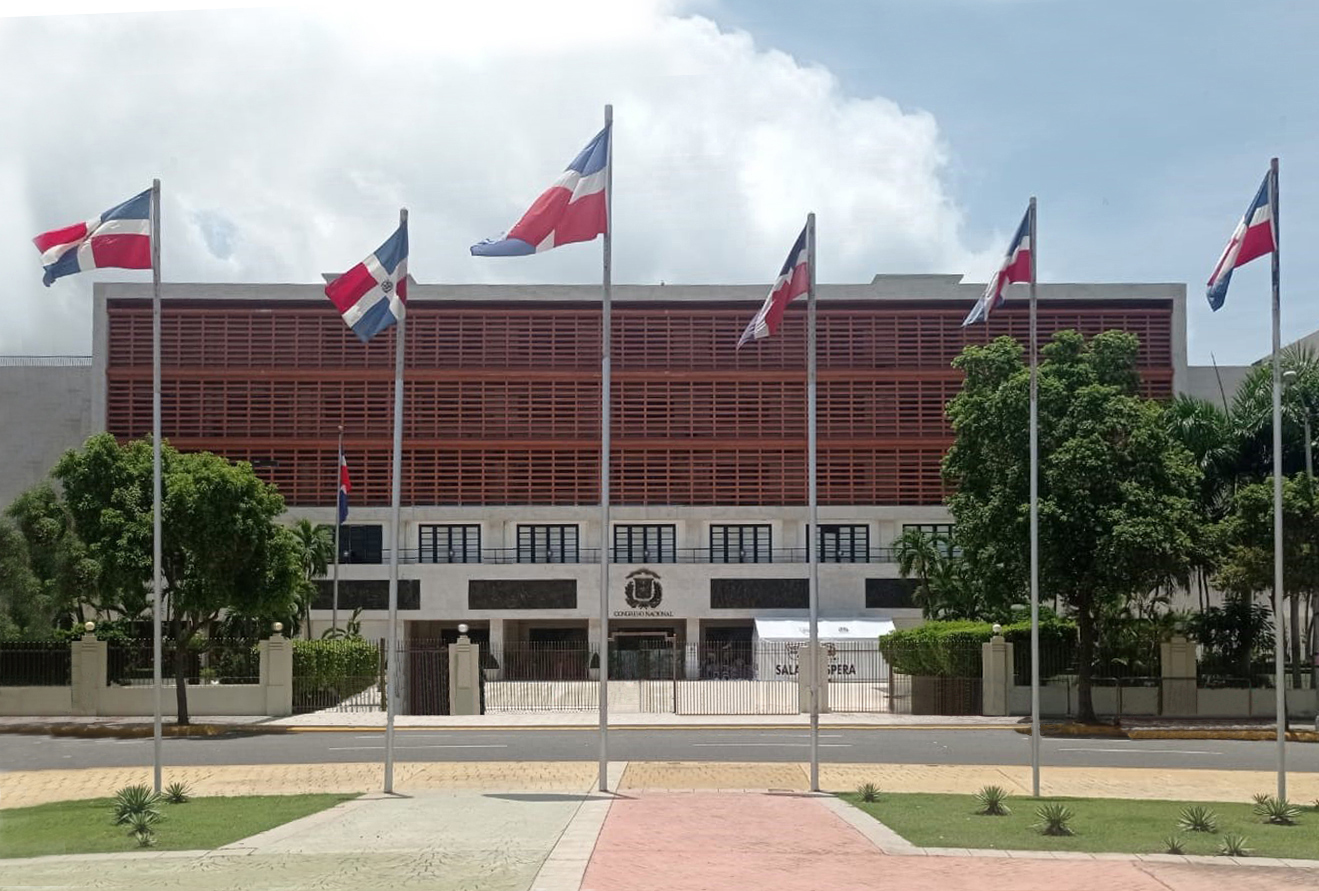
Palais du Congrès national

Le Congrès national (en espagnol : Congreso nacional) est l'organe législatif bicaméral de la République dominicaine. Il est composé :
- d'une chambre haute, le Sénat ;
- d'une chambre basse, la Chambre des députés.